# Cliffortia arcuata
Cliffortia arcuata är en rosväxtart som beskrevs av August Henning Weimarck. Cliffortia arcuata ingår i släktet Cliffortia och familjen rosväxter. Inga underarter finns listade i Catalogue of Life.